# Palazzo Campana (Torino)
Il Palazzo Campana sorge a Torino, in via Carlo Alberto 10, ed è attualmente la sede del Dipartimento di Matematica Giuseppe Peano dell'Università di Torino.

## Storia
Iniziato a costruire nel 1675, fu completato verso la metà del Settecento, divenendo la sede della congregazione dei Padri Filippini. Quando il governo napoleonico soppresse la congregazione nel 1801, il palazzo fu adibito a caserma per ritornare, con la Restaurazione del 1814, di proprietà dei Filippini. Con la definitiva soppressione dell'ordine decretata nel 1855, l'edificio, dopo un rifacimento delle strutture interne per opera dell'architetto Alessandro Mazzucchetti, divenne la sede del Ministero dei Lavori pubblici, ospitando altresì le poste centrali di Torino. Con il trasferimento della capitale a Firenze nel 1865, il palazzo divenne la sede del Genio civile e successivamente passò in proprietà del Municipio.

### Dal fascismo al dopoguerra
Durante il fascismo, dal 1929 prese il nome di Casa Littoria e ospitò la sede della Federazione provinciale del Partito Nazionale Fascista fino alla caduta del regime, quando il 26 luglio 1943 il palazzo fu preso d'assalto e parzialmente incendiato. Pochi mesi dopo, costituita la Repubblica di Salò, tornò a essere la sede del Partito Fascista Repubblicano: in quest'epoca furono costruite nei sotterranei delle celle di reclusione degli antifascisti. Alla fine del fascismo, assunse l'attuale denominazione di Palazzo Campana, dal nome di battaglia del partigiano Felice Cordero di Pamparato, impiccato dai fascisti a Giaveno, e fu destinato a sede universitaria.
Il 27 novembre 1967 Palazzo Campana, allora sede delle facoltà umanistiche, fu occupato dagli studenti, guidati da Guido Viale e Luigi Bobbio. Scrisse Novelli su "La Repubblica" del 27 novembre 2002: "Fu la scintilla che accese la ribellione, qualche settimana più tardi, negli altri atenei italiani, anticipando così il Maggio Francese."

### Il periodo delle contestazioni studentesche
A partire dal 1967 e fino al 1970, fu il centro del Movimento Studentesco torinese, che poi si spostò nella sede delle facoltà umanistiche di Palazzo Nuovo e in quelle scientifiche di via Pietro Giuria, mentre Palazzo Campana continuò a ospitare gli studenti del corso di laurea in matematica e, successivamente, di Scienze Naturali.
Il 17 novembre 2010 un nuovo Movimento Studentesco, erede dell'"Onda Anomala" del 2008, scese in piazza in occasione della giornata internazionale per il diritto allo studio e decise per l'occupazione, fortemente simbolica, di Palazzo Campana.